# Lijst van voetbalinterlands België - Estland (vrouwen)
Deze lijst van voetbalinterlands is een overzicht van alle officiële voetbalinterlands tussen de nationale vrouwenteams van België en Estland. De landen hebben tot nu toe twee keer tegen elkaar gespeeld.

## Wedstrijden
| № | Plaats | Datum         | Competitie           | Wedstrijd        | Uitslag |
| - | ------ | ------------- | -------------------- | ---------------- | ------- |
| 1 | Leuven | 12 april 2016 | EK 2017 kwalificatie | België − Estland | 6 − 0   |
| 2 | Tartu  | 3 juni 2016   | EK 2017 kwalificatie | Estland − België | 0 − 5   |

## Samenvatting
| Competitie      | Totaal gespeeld | Winst België | Gelijk | Winst Estland | Doelsaldo België – Estland |
| --------------- | --------------- | ------------ | ------ | ------------- | -------------------------- |
| EK-kwalificatie | 2               | 2            | 0      | 0             | 11 − 0                     |
| Totaal          | 2               | 2            | 0      | 0             | 11 − 0                     |